# 能面檢察官
《能面檢察官》是日本作家中山七里所著的推理小說。
2018年7月18日發行單行本，2020年12月9日發行文庫本。
2025年7月，東京電視台改編成連續劇。

## 出版書籍
- 中山七里『能面検事』
  - 單行本：2018年7月18日、光文社、ISBN 978-4-334-91233-8
  - 文庫本：2020年12月9日、光文社文庫、ISBN 978-4-334-79123-0

## 電視劇
改編電視劇《能面檢察官》是2025年7月11日起於東京電視台「金曜21」時段播出的電視劇，由上川隆也主演。

### 登場人物

#### 主要人物
- 不破俊太郎：上川隆也

大阪地檢刑事部一級檢察官。是刑事部的王牌檢察官，也是位毫無情緒波動的孤狼檢察官。

#### 大阪地檢
- 惣領美晴：吉谷彩子[2]

剛分配到大阪地檢擔任不破的新人事務官。
- 前田拓海：大西流星[2]

總務課事務官。
- 高峰仁誠：竹財輝之助[3]

特搜部的王牌檢察官。
- 仁科睦美：觀月亞里莎[2]

總務課課長。
- 榊宗春：寺脇康文[2]

次席檢察官。

#### 東京地檢
- 岬恭平：宇梶剛士（日语：宇梶剛士）[3]

次席檢察官。

### 製作團隊
- 原作：中山七里『能面檢察官』『能面檢察官的奮起』『能面檢察官的死闘』（光文社文庫刊）
- 劇本：荒井修子（日语：荒井修子）、鹿目慶子（日语：鹿目けい子）、三浦駿斗（日语：三浦駿斗）
- 導演：村上牧人（日语：村上牧人）、七高剛、室井岳人
- 配樂：白石惠（日语：白石めぐみ）
- 主題曲：陽光直人[4]
- 監製：濱谷晃一（東京電視台）
- 製作人：北川俊樹（東京電視台）、小嶋志和（東京電視台）、黑澤淳（日语：黒沢淳）（TELEPACK）、金澤友也（TELEPACK）
- 制作：東京電視台、TELEPACK（日语：テレパック）
- 製作著作：「能面檢察官」製作委員會

### 播出日程
- 第1話加長15分鐘（21:00 - 22:09）。

| 集數                                                       | 播出日期 | 副標題 | 編劇     | 導演     | 收視率 |
| ---------------------------------------------------------- | -------- | ------ | -------- | -------- | ------ |
| 第1話                                                      | 7月11日  |        | 荒井修子 | 村上牧人 | 6.1%   |
| 第2話                                                      | 7月18日  |        | 荒井修子 | 村上牧人 | 6.0%   |
| 第3話                                                      | 7月25日  |        | 鹿目慶子 | 七高剛   | 5.8%   |
| 第4話                                                      | 8月01日  |        | 鹿目慶子 | 七高剛   |        |
| 第5話                                                      | 8月08日  |        | 三浦駿斗 | 村上牧人 |        |
| 第6話                                                      | 8月15日  |        | 荒井修子 | 室井岳人 |        |
| （收視率由Video Research調查關東地區、家戶的即時統計資料） |          |        |          |          |        |

## 外部連結
- 能面検事－光文社
- 電視劇官方網站－東京電視台（日語）

| 日本 東京電視台 每週五 21:00 - 21:54                | 日本 東京電視台 每週五 21:00 - 21:54 | 日本 東京電視台 每週五 21:00 - 21:54 |
| --------------------------------------------------- | ------------------------------------ | ------------------------------------ |
|                                                     | 能面檢察官 （2025年7月11日－）       |                                      |
| 失蹤人搜索班 : 消失的真相 （2025年4月11日－6月6日） | —                                    |                                      |